# Livia (traghetto)
Il Livia è un traghetto appartenente alla compagnia di navigazione StraitNZ Bluebridge.

## Servizio
Costruito nel 2008 nel Cantiere navale Visentini di Porto Viro con il nome di Norman Voyager e consegnato il 9 ottobre 2008 alla Fosse Way Shipping, viene subito girato in noleggio alla LD Lines.
Dal 6 novembre prende servizio nei collegamenti tra Le Havre, Portsmouth e Rosslare.

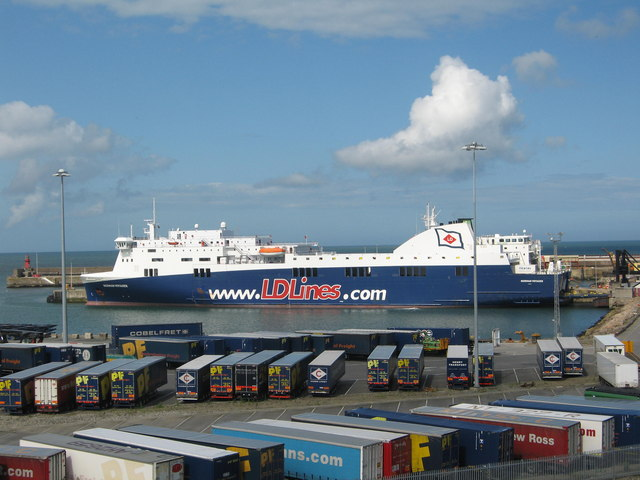
Il Norman Voyager ormeggiato a Rosslare nel 2009.

Nel settembre del 2009 viene noleggiato alla Celtic Link Ferries ed impiegato a partire dal 3 ottobre sulla Rosslare-Cherbourg-Portsmouth.
Dal 20 novembre 2009 al 16 ottobre 2011 opera solo sulla Rosslare-Cherbourg.
Ad ottobre 2011 viene di nuovo noleggiato alla LD Lines ed impiegato a partire dal 9 novembre sulla Montoir-Gijon. Dal 1º dicembre viene trasferito sulla Le Havre-Portsmouth.
Il 29 aprile 2012 viene venduto alla Stena Line, continuando ad operare in noleggio per LD Lines.
Il 12 marzo 2014 viene noleggiato alla Brittany Ferries e, ribattezzato Etretat, prende servizio nei collegamenti tra Le Havre, Portsmouth e Santander a partire dal 25 marzo.

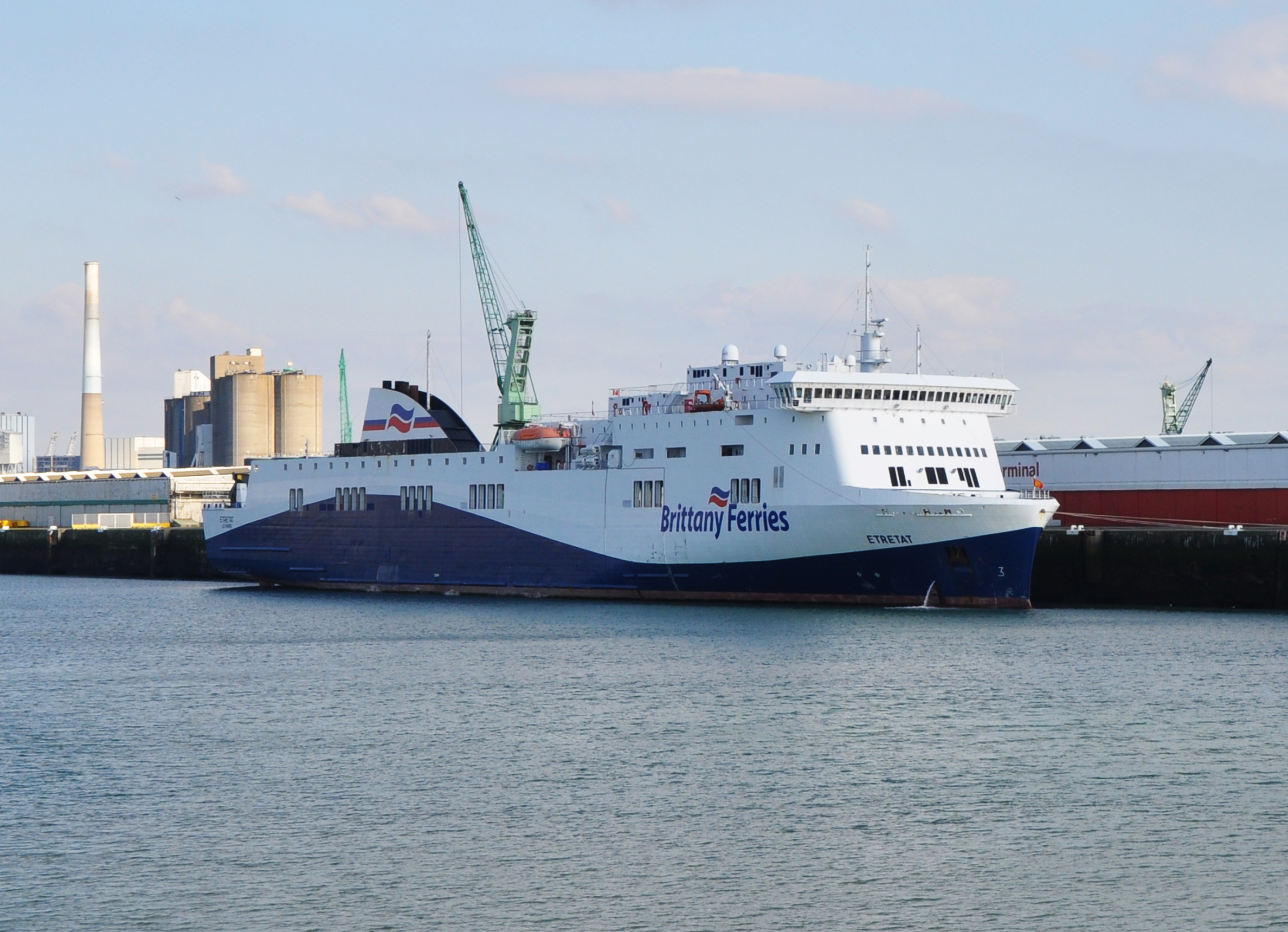
L'Etretat ormeggiato a Le Havre nel 2015.

Il 17 marzo 2020 viene disarmato a Le Havre in seguito al calo del traffico per la pandemia di COVID-19.
Dal 31 dicembre 2020 torna in servizio sulla Le Havre-Cherbourg fino al 3 aprile 2021, quando torna in disarmo a Cherbourg.
Il 9 aprile viene ribattezzato Stena Livia e dal 16 aprile prende servizio tra Ventspils e Nynäshamn.
Dal 27 luglio 2021 entra in servizio nei collegamenti tra Liepāja e Travemünde.
Dall'8 al 14 gennaio torna ad operare sulla Ventspils-Nynäshamn. Dal giorno successivo torna in servizio nei collegamenti tra Liepāja e Travemünde
A marzo 2025 ne viene annunciata la cessione alla neozelandese StraitNZ Bluebridge, con consegna prevista ad agosto.
Il 25 aprile 2025 termina il servizio sulla Liepāja-Travemünde e viene trasferito in bacino di carenaggio ad Odense, dove issa bandiera bahamense e viene ribattezzato Livia.
Trasferito sotto le insegne della StraitNZ Bluebridge, il 19 maggio salpa dal cantiere per la rada di Skagen, dove rimane fino al 26 maggio, quando salpa per la Nuova Zelanda.
Il 6 luglio giunge a Wellington e ad agosto prende servizio nei collegamenti tra Wellington e Picton.

## Navi gemelle
- Sorrento
- Catania
- Florencia
- Venezia
- Stena Scandica
- Stena Baltica
- Stena Horizon
- Corfù
- Connemara
- Ciudad de Palma
- Stena Flavia
- GNV Sealand
- Norman Atlantic
- Hedy Lamarr
- Cartour Delta
- Epsilon
- Hypatia De Alejandria
- Marie Curie
- GNV Bridge